# USS Jacob Jones (DE-130)
USS Jacob Jones (DE-130) là một tàu hộ tống khu trục lớp Edsall từng phục vụ cùng Hải quân Hoa Kỳ trong Chiến tranh Thế giới thứ hai. Nó là chiếc tàu chiến thứ ba của Hải quân Hoa Kỳ được đặt cái tên này, được đặt nhằm vinh danh Thiếu tướng Hải quân Jacob Jones (1768–1850), người từng phục vụ trong cuộc Chiến tranh 1812. Nó đã phục vụ cho đến khi chiến tranh kết thúc, xuất biên chế năm 1946, rồi bị bán để tháo dỡ vào năm 1973. Jacob Jones được tặng thưởng một Ngôi sao Chiến trận do thành tích phục vụ trong Thế Chiến II.

## Thiết kế và chế tạo
Lớp Edsall có thiết kế hầu như tương tự với lớp Cannon dẫn trước; khác biệt chủ yếu là ở hệ thống động lực Kiểu FMR do được trang bị động cơ diesel Fairbanks-Morse dẫn động qua hộp số giảm tốc đến trục chân vịt. Đây là cấu hình động cơ được áp dụng rộng rãi trên tàu ngầm, được chứng tỏ là có độ tin cậy cao hơn so với lớp Cannon.
Vũ khí trang bị bao gồm ba pháo 3 in (76 mm)/50 cal trên tháp pháo nòng đơn có thể đối hạm hoặc phòng không, một khẩu đội pháo phòng không Bofors 40 mm nòng đôi và tám pháo phòng không Oerlikon 20 mm. Vũ khí chống ngầm bao gồm một dàn súng cối chống tàu ngầm Hedgehog Mk. 10 (có 24 nòng và mang theo 144 quả đạn); hai đường ray Mk. 9 và tám máy phóng K3 Mk. 6 để thả mìn sâu. Con tàu vẫn giữ lại ba ống phóng ngư lôi Mark 15 21 inch (533 mm), và được trang bị radar SC dò tìm không trung và mặt biển. Thủy thủ đoàn đầy đủ bao gồm 186 sĩ quan và thủy thủ.
Jacob Jones được đặt lườn tại xưởng tàu của hãng Consolidated Steel Corporation ở Orange, Texas vào ngày 26 tháng 6, 1942. Nó được hạ thủy vào ngày 1 tháng 11, 1942, được đỡ đầu bởi bà L. W. Hesselman, và nhập biên chế cùng Hải quân Hoa Kỳ vào ngày 29 tháng 4, 1943 dưới quyền chỉ huy của Hạm trưởng, Thiếu tá Hải quân Walton Beardslee Hinds.

## Lịch sử hoạt động
Sau khi hoàn tất việc trang bị, Jacob Jones lên đường vào ngày 13 tháng 5, 1943 để tiến hành chạy thử máy huấn luyện tại vùng biển Bermuda, rồi quay trở lại Charleston, South Carolina, vào ngày 7 tháng 7. Nó lên đường đi Newport, Rhode Island vào ngày 18 tháng 7, chuẩn bị để làm nhiệm vụ hộ tống vận tải. Nó khởi hành một tuần sau đó cùng một đoàn tàu bao gồm tàu cutter Tuần duyên và các tàu hải quân khác hướng sang Bắc Phi để hỗ trợ cho các chiến dịch của lực lượng Đồng Minh. Trong chuyến đi vượt Đại Tây Dương đầu tiên này, nó tung ra đợt tấn công chống tàu ngầm đầu tiên vào ngày 7 tháng 8, thả tổng cộng 13 quả mìn sâu qua hai lượt. Con tàu đi đến Casablanca, Maroc thuộc Pháp vào ngày 13 tháng 8, rồi cùng Lực lượng Đặc nhiệm 64 khởi hành một tuần sau đó cho hành trình quay trở về Hoa Kỳ.
Về đến New York vào ngày 5 tháng 9, Jacob Jones được kiểm tra trước khi lại lên đường đi Casco, Maine vào ngày 16 tháng 9, nơi nó huấn luyện hộ tống vận tải chống ngằm cùng với các tàu chị em Hammann (DE-131) và Robert E. Peary (DE-132). Nó lên đường đi Norfolk, Virginia vào ngày 21 tháng 9, rồi đến ngày 25 tháng 9 đã hộ tống cho Đoàn tàu UGS-19 hướng sang Casablanca, Bắc Phi. Khi đến nơi vào ngày 12 tháng 10, nó hoạt động tuần tra chống tàu ngầm trước khi cùng một đoàn tàu vận tải rời Gibraltar vào ngày 19 tháng 10 để quay trở về Hoa Kỳ. Về đến Norfolk vào ngày 6 tháng 11, con tàu lại lên đường mười ngày sau đó, đi đến Xưởng hải quân Brooklyn để được sửa chữa. Đến ngày 2 tháng 11, nó hộ tống cho một đoàn tàu gồm 64 chiếc cho hành trình từ Norfolk sang Casablanca. Sau khi đến nơi vào ngày 10 tháng 12, nó tuần tra dọc bờ biển Bắc Phi trong một tuần lễ, rồi cùng với Đoàn tàu GUS-24 quay trở về Hoa Kỳ.
Sau một giai đoạn được sửa chữa tại New York và huấn luyện ôn tập tại Casco, Maine, Jacob Jones gia nhập cùng Card (CVE-11) ngoài khơi mũi Henry vào ngày 24 tháng 1, 1944. Vào lúc này chiếc tàu sân bay hộ tống đang bận bịu với nhiệm vụ chuyển quân và máy bay sang Châu Âu, nhằm tích lũy lực lượng trong phe Đồng Minh để chuẩn bị cho cuộc đổ bộ Normandy. Quay trở lại Norfolk vào ngày 1 tháng 3, chiếc tàu hộ tống khu trục quay lại nhiệm vụ hộ tống vận tải vượt Đại Tây Dương sang quần đảo Anh.
Rời vào New York ngày 28 tháng 3, Jacob Jones cùng năm tàu hộ tống khu trục khác hộ tống một đoàn tàu vận tải hướng sang Moville, Bắc Ireland. Đến nơi vào ngày 7 tháng 4, nó khởi hành từ Derry, Bắc Ireland sáu ngày sau đó trong thành phần hộ tống cho một đoàn tàu gồm 28 chiếc hướng sang phía Tây để quay trở về Hoa Kỳ, về đến New York vào ngày 23 tháng 4. Sau khi được sửa chữa và huấn luyện, đến ngày 13 tháng 5, nó gia nhập một đoàn tàu gồm 44 tàu buôn và 17 tàu hộ tống, bắt đầu hành trình kéo dài mười ngày để đi sang Bắc Ireland, rồi cùng một đoàn tàu khác quay về đến New York vào ngày 8 tháng 6.
Trong suốt một năm tiếp theo sau, Jacob Jones tiếp nối vai trò hộ tống vận tải tại Bắc Đại Tây Dương. Khởi hành từ New York hoặc Boston, Massachusetts, nó hộ tống các đoàn tàu vận tải đi đến các cảng như Derry và Moville, Bắc Ireland; Liverpool, Southampton và Plymouth, Anh; và Le Havre cùng Cherbourg, Pháp. Xen kẻ giữa các chuyến đi, nó thực hành huấn luyện tại các vùng biển ngoài khơi Maine hoặc Long Island; và khi ở vùng biển Châu Âu nó hoạt động tuần tra chống tàu ngầm và tuần tra ven biển. Cho đến khi Đức Quốc xã đầu hàng giúp chấm dứt chiến sự tại Châu Âu, con tàu đã vượt Đại Tây Dương tổng cộng 20 lần để bảo vệ các tàu hàng và tàu buôn thuộc các đoàn tàu vận tải.
Vào cuối tháng 5, Jacob Jones rời Southampton, Anh cùng đoàn tàu vận tải quay trở về Hoa Kỳ, về đến New York vào ngày 8 tháng 6, và đi vào Xưởng hải quân Brooklyn để sửa chữa và đại tu. Sau khi hoàn tất con tàu lên đường vào ngày 30 tháng 6, đi đến vịnh Guantánamo, Cuba để thực hành chống tàu ngầm và tác xạ trong hai tuần. Khởi hành vào ngày 19 tháng 7 để được điều sang Mặt trận Thái Bình Dương, nó băng qua kênh đào Panama ba ngày sau đó và đi đến cảng San Diego, California vào ngày 31 tháng 7. Chiếc tàu hộ tống khu trục rời vùng bờ Tây vào ngày 9 tháng 8 để hướng sang quần đảo Hawaii; tuy nhiên con tàu vẫn còn đang trên đường đi khi Nhật Bản chấp nhận đầu hàng vào ngày 15 tháng 8, giúp chấm dứt vĩnh viễn cuộc xung đột.
Đi đến Trân Châu Cảng vào ngày 16 tháng 8, Jacob Jones thực hành chống tàu ngầm cho đến khi đón lên tàu 108 hành khách và lên đường vào ngày 4 tháng 9 để quay trở lại vùng bờ Tây. Nó về đến San Pedro, Los Angeles và tiễn hành khách rời tàu vào ngày 10 tháng 9, rồi tiếp tục hành trình hai ngày sau đó để đi đến vùng kênh đào Panama. Nó băng qua kênh đào vào ngày 20 tháng 9, và về đến Charleston, South Carolina vào ngày 25 tháng 9. Đến ngày 24 tháng 10, con tàu được chuyển đến sông St. Johns tại Green Cove Springs, Florida, được cho xuất biên chế tại đây vào ngày 26 tháng 7, 1946, và được đưa về Hạm đội Dự bị Đại Tây Dương; chiếc tàu hộ tống khu trục sau đó được chuyển đến Orange, Texas.
Jacob Jones được cho rút tên khỏi danh sách Đăng bạ Hải quân vào ngày 2 tháng 1, 1971. Con tàu bị bán để tháo dỡ vào ngày 22 tháng 8, 1973.

## Phần thưởng
Jacob Jones được tặng thưởng một Ngôi sao Chiến trận do thành tích phục vụ trong Thế Chiến II.
|  | Bronze star |

| Huân chương Chiến dịch Hoa Kỳ | Huân chương Chiến dịch Châu Âu-Châu Phi-Trung Đông với 1 Ngôi sao Chiến trận | Huân chương Chiến thắng Thế Chiến II |